# Leo Hussain
Leo Hussain (geboren 1978) ist ein britischer Dirigent, der sich besonders als Mozart-Interpret und Kenner der Wiener Schule einen Namen machte.

## Leben und Werk
Hussain absolvierte seine Ausbildung an der Cambridge University und der Royal Academy of Music. Danach konnte er enge Arbeitsbeziehungen mit namhaften Dirigenten, wie Sir Simon Rattle, Valery Gergiev, Riccardo Muti und Yannick Nézet-Séguin, aufbauen. Seine Opernkarriere begann er 2004 als musikalischer Leiter der Frühlingsreisen der English Touring Opera, es folgten u. a. Glyndebourne on Tour und Verpflichtungen an der Opera North. 2004 wurde er zum Generalmusikdirektor der Newbury Choral Society ernannt. Bei den Salzburger Festspielen assistierte er u. a. bei Rattle und den Berliner Philharmonikern (bei Pelléas et Mélisande), Gergiev und den Wiener Philharmonikern bei (Benvenuto Cellini), Muti (bei Otello und Die Zauberflöte), sowie Nézet-Séguin (bei Roméo et Juliette). Außerdem assistierte er an der Opéra National de Paris und beim Festival d’Aix-en-Provence.
2009, im Alter von nur 31 Jahren, wurde Hussain zum Musikdirektor des Landestheater Salzburg ernannt. Im gleichen Jahr debütierte er am Grand Théâtre de la Monnaie in Brüssel in einer Neuproduktion von Ligetis Le Grand Macabre in der Regie von La Fura dels Baus. Das Orchester dankte ihm mit Standing Ovations, woraufhin er für verschiedene Neuproduktionen und Sinfoniekonzerte erneut ans Haus gebeten wurde. In der Folge übernahm er Dirigate bei den Wiener Symphonikern, dem Deutschen Symphonie-Orchester Berlin, dem BBC Symphony Orchestra, dem Mozarteumorchester Salzburg, dem Seoul Philharmonic Orchestra, der London Sinfonietta, an der Oper Frankfurt und dem Marinsky Theater in St. Petersburg. Seine musikalische Leitung von Brittens A Midsummer Night’s Dream an der English National Opera im Jahr 2011 brachten ihm hohes Lob der Kritik ein, die Financial Times schrieb: „Leo Hussain und sein Orchester webten ein magisches Netz und machten diese zu einer der mitreißendsten und verstörendsten ENO-Vorstellungen der letzten Zeit.“
Am Chefdirigent am Salzburger Landestheater stellte Hussain seine Vielseitigkeit unter Beweis und dirigierte sich quer durch die Musikgeschichte: Er übernahm an der Salzach unter anderem Mozarts Le nozze di Figaro und Don Giovanni, Donizettis L’elisir d’amore, Rossinis La Cenerentola und Die Fledermaus von Johann Strauss, Verdis La traviata und Wagners Tristan und Isolde, Bergs Wozzeck und Turnages Greek. In der Spielzeit 2011/12 debütierte der Dirigent an der Staatsoper im Schillertheater Berlin (mit Tosca und Aida), an der Opéra-Comique in Paris (mit Les pêcheurs de perles), sowie an der Oper Frankfurt (mit La vida breve und L'Heure espagnole); am Brüssler Grand Théâtre de la Monnaie übernahm er eine Neuproduktion von George Enescus Oedipe.
Im Theater an der Wien debütierte Hussain im Sommer 2012 mit Rossinis La donna del lago, übernahm 2013 die Neuproduktion von Berlioz’ Béatrice et Bénédict, 2014 die Torsten-Fischer-Kompilation der beiden Gluckschen Iphigénie-Opern und 2017 die Neuinszenierung des Peer Gynt von Werner Egk. Es folgten Debüts an der Bayerischen Staatsoper in München (mit L’elisir d’amore) und an der Königlichen Oper Kopenhagen (mit Falstaff), sowie an der Santa Fe Opera (mit La traviata).
Im Konzertsektor dirigierte Hussain das BBC Philharmonic Orchestra und das BBC Philharmonic Orchestra of Wales, das Royal Liverpool Philharmonic Orchestra, das Orchester des La Monnaie, das Indianapolis Symphony Orchestra und das Bournemouth Symphony Orchestra. Weiters stand er am Pult des NHK Symphony Orchestra, des Radio-Sinfonieorchester Stuttgart, der Deutschen Radio Philharmonie und des Orchestre Philharmonique de Luxembourg.
Seit Beginn der Spielzeit 2014/15 fungiert Hussain als Generalmusikdirektor der Opéra de Rouen Normandie.